# ماري أردن (ممثلة)
ماري أردن (بالإنجليزية: Mary Arden)‏ هي عارضة وممثلة أمريكية، ولدت في 30 يوليو 1933 في الولايات المتحدة، وتوفيت في 13 ديسمبر 2014 بنيويورك في الولايات المتحدة.

## وصلات خارجية
- ماري أردن على موقع IMDb (الإنجليزية)
- ماري أردن على موقع قاعدة بيانات الفيلم (الإنجليزية)